# Jan Henrik Klement
Jan Henrik Klement (* 5. November 1975 in Hannover) ist ein deutscher Rechtswissenschaftler, Hochschullehrer an der Universität Freiburg und Richter bei dem Verwaltungsgerichtshof Baden-Württemberg.

## Leben
Klement legte 1995 an der Herderschule Gießen sein Abitur ab und leistete anschließend Grundwehrdienst. Ab 1996 studierte er Rechtswissenschaft an den Universitäten Gießen und Brest. In Gießen legte er 2002 sein Erstes Juristisches Staatsexamen ab. Bereits während seiner Schulzeit und noch bis kurz nach Beendigung seines Studiums war Klement als Freier Journalist unter anderem für die Frankfurter Allgemeine Zeitung und die Gießener Allgemeine Zeitung tätig. Von 2002 bis 2005 arbeitete er als wissenschaftlicher Mitarbeiter von Klaus Lange an dessen Lehrstuhl an der Universität Gießen. Anschließend leistete Klement am Landgericht Frankfurt am Main sein Referendariat ab, das er 2007 mit dem Zweiten Staatsexamen in Wiesbaden beendete. Im Jahr zuvor hatte er bei Lange in Gießen zum Dr. iur. promoviert. Nach seinem Zweiten Staatsexamen begann Klement eine Beschäftigung als Akademischer Rat am Lehrstuhl von Wolfgang Kahl an der Universität Bayreuth. Gemeinsam mit Kahl wechselte er 2009 nach dessen Berufung an die Universität Heidelberg und an das dortige Institut für deutsches und europäisches Verwaltungsrecht. Dort vollendete er 2013 seine Habilitation und erhielt die Venia legendi für die Fächer Öffentliches Recht, Europarecht und Rechtstheorie.
Bereits im Sommersemester 2011 hatte Klement einen Lehrstuhl an der Universität Hamburg vertreten. 2012 und 2013 vertrat er einen Lehrstuhl an der Universität Mannheim. Von November 2013 bis Januar 2018 hatte er in Nachfolge von Rudolf Wendt den Lehrstuhl für Staats- und Verwaltungsrecht an der Rechtswissenschaftlichen Fakultät der Universität des Saarlandes in Saarbrücken inne. Dort hat er 2017 auch die Jahrestagung der Vereinigung der Deutschen Staatsrechtslehrer organisiert.
Von Februar 2018 bis Juli 2021 war  er Inhaber des neu geschaffenen Lehrstuhls für Öffentliches Recht, Wirtschaftsrecht, Informationsrecht und Rechtsökonomie an der Universität Mannheim (ursprünglich: Lehrstuhl für Öffentliches Recht, Ökonomische Analyse des Rechts und Öffentliches Wirtschaftsrecht). Im März 2020 wurde Klement zum Richter bei dem Verwaltungsgerichtshof Baden-Württemberg im Nebenamt ernannt. Er gehört dort dem 10. Senat an.
2021 hat Klement einen Ruf der Albert-Ludwigs-Universität Freiburg angenommen. Er übernahm mit dem 1. August 2021 die Leitung der Abteilung 3 (Staatsrecht) am dortigen Institut für Öffentliches Recht. Zum Wintersemester 2022/2023 übernahm Klement das Amt des Studiendekans der rechtswissenschaftlichen Fakultät der Albert-Ludwigs-Universität Freiburg. Seit Ende 2021 ist er Mitglied im Ständigen Ausschuss des Deutschen Juristen-Fakultätentags (DJFT), seit Juli 2024 dessen stellvertretender Vorsitzender.

## Veröffentlichungen (Auswahl)
- Verantwortung. Funktion und Legitimation eines Begriffs im Öffentlichen Recht (= Grundlagen der Rechtswissenschaft. Band 8). Mohr Siebeck, Tübingen 2006, ISBN 3-16-149156-4 (Dissertation Universität Gießen 2006, XXIII, 631 Seiten, 24 cm).
- mit Andreas Glaser: Öffentliches Wirtschaftsrecht: mit Regulierungsrecht. C.H. Beck, München 2009, ISBN 978-3-406-58645-3.
- mit Andreas Glaser: Umweltrecht mit Planungsrecht. C.H. Beck, München 2010, ISBN 978-3-406-60874-2.
- Wettbewerbsfreiheit. Bausteine einer europäischen Grundrechtstheorie. Mohr Siebeck, Tübingen 2015, ISBN 978-3-16-152876-7 (Habilitationsschrift).